# Olivia Loe
Olivia Loe (Hamilton, 15 de enero de 1992) es una deportista neozelandesa que compite en remo.
Ganó tres medallas en el Campeonato Mundial de Remo entre los años 2017 y 2019. Participó en los Juegos Olímpicos de Tokio 2020, ocupando el octavo lugar en la prueba de cuatro scull.

## Palmarés internacional
| Campeonato Mundial | Campeonato Mundial        | Campeonato Mundial | Campeonato Mundial |
| Año                | Lugar                     | Medalla            | Prueba             |
| ------------------ | ------------------------- | ------------------ | ------------------ |
| 2017               | Sarasota (Estados Unidos) | Medalla de oro     | Doble scull        |
| 2018               | Plovdiv (Bulgaria)        | Medalla de plata   | Doble scull        |
| 2019               | Ottensheim (Austria)      | Medalla de oro     | Doble scull        |